# Medabots
Medabots, conocido en Japón como Medarot (メダロット?), es una franquicia de videojuego de rol creada por Rin Horuma (Horumarin) y desarrollada por  Imagineer.
La mayor parte de los lanzamientos de juegos se han producido en las plataformas de Nintendo, incluidas Game Boy, GameCube y las computadoras portátiles DS y 3DS. La historia relata las aventuras de Ikki Tenryou y su compañero medabot Metabee en batallas contra otros robots.
Una adaptación a serie de televisión anime dirigido por Tensai Okamura y producida por el estudio Bee Train. Una segunda temporada titulada Medarot Damashii, fue animada por Production I.G.
También se produjo una serie de manga, escrita por Rin Horuma. Fue serializado en la revista infantil Comic Bom Bom en Japón y luego Kōdansha lo publicó en volúmenes recopilados. El manga está basado en el primer juego, Medarot.

## Argumento
La serie transcurre en el año 2122, en el cual existen los medabots, un grupo de robots activados por un chip llamado medalla que contiene su conciencia, personalidad y recuerdos. La principal función de los medabots es realizar enfrentamientos de combate deportivo entre sí, llamados robobatallas, dirigidas por sus dueños, que son denominados medaguerreros. Aparte de esta función, los medabots también pueden realizar otras acciones gracias a su avanzada inteligencia al mismo nivel que la humana por lo que actúan como compañeros y amigos de niños y adolescentes.
La historia comienza cuando "El renegado fantasma", un criminal famoso por robar medallas raras y valiosas, trata de robar una extraña medalla de tipo escarabajo pero en su intento por escapar la extravía. Al día siguiente Ikki Tenryou, un chico experto en robobatallas pero que carece de un medabot propio, encuentra la medalla a la orilla de un río. Cuando unos pandilleros usan sus medabots para atacar a Arika, su mejor amiga, él corre a comprar un viejo medabot de segunda mano llamado Metabee, al que le coloca la medalla que encontró para poder defender a Arika. Cuando activa a Metabee descubre que no actúa como los demás medabots, ya que contradice a Ikki y disfruta de molestarlo. A pesar de ello Ikki y Metabee empiezan a trabajar juntos para intentar ganar el torneo mundial de medabots.

## Personajes

### Medabots
El cuerpo de los medabots se compone de una estructura robótica llamada "Tinpet" y una carcasa donde vienen incluidas todas las piezas visibles, así como las armas que pueda tener; estas piezas son llamadas medapartes y otorgan atributos, habilidades y armas diferentes, permitiendo al medabot obtener una especialidad de combate (armas de fuego, combate aéreo, lucha cuerpo a cuerpo, etc); dependiendo de las partes aumenta o disminuye la compatibilidad del Tinpet y la medalla. Cabe la posibilidad de cambiarle partes del cuerpo al medabot por otras, pudiendo personalizarlo añadiéndole armas de gran calibre para aumentar la potencia de batalla.
La interfaz entre el medaguerrero y el medabot es conocida como medareloj, un dispositivo con forma de pulsera que permite albergar en su interior una medalla cuando no está en su cuerpo, permitiendo de esta forma estar despierto sin necesidad de utilizar su cuerpo. Durante las robobatallas el medareloj es también un indicador que señala el porcentaje de daño que ha sufrido el medabot y cuan cercano esta a la desactivación, también integra un sistema de comunicación que permite al medaguerrero darle órdenes verbales durante los combates, finalmente su última función es un sistema que le permite al medaguerrero acceder a medapartes e integrarlas al tinpet reemplazando las que tiene ya instaladas por medio de teletransportación. 
La pieza central del medabot es la medalla, que son pequeñas, planas y hexagonales, tienen grabado un símbolo que las identifica y que usualmente es la imagen de un animal. Las medallas dotan de una conciencia y un carácter único a cada medabot, sin embargo suelen ser pasivos y serviciales debido a su programación. Dependiendo de la medalla se obtendrá un mejor rendimiento en batalla del medabot, siendo la medalla de un tipo específico compatible con las medapartes del mismo tipo o alguno similar. Las medallas son independientes del cuerpo del medabot y la conciencia no se ve afectada cuando la medalla es retirada, traspasada a otro cuerpo o al medareloj.

### Humanos
- Ikki Tenryou: Es el protagonista del anime, compañero de Metabee, sabe mucho acerca de medabots aunque es mal estudiante. Está enamorado de Karin pero le atrae Arika.
- Arika Amazake: Es la mejor amiga de Ikki, se preocupa mucho por él y trabaja como periodista del periódico escolar redactando notas y noticias de las aventuras de Ikki, Metabee y los medabots. Le atrae Ikki y usa un overol rosa con un único bolsillo trasero.
- Metabee: Es un medabot tipo KBT que pertenece a Ikki, posee la medalla rara de Escarabajo que permite que él utilice la Medafuerza. Metabee se conoce por ser absolutamente agresivo y obstinado, él es a menudo desobediente a su dueño Ikki, pero comparte un enlace cercano de mejor amigo.
- Samantha: Es la líder de la pandilla de los Screws.
- Karin Junlei Es la sobrina del doctor Aki. Ella asiste a la Escuela Privada Rosewood junto con Koji.

## Doblaje
| Personaje               | Seiyū              | Actores de doblaje inglés                                | Actores de Doblaje en Hispanoamérica (Venezuela)[cita requerida] | Actores de Doblaje en España  |
| ----------------------- | ------------------ | -------------------------------------------------------- | ---------------------------------------------------------------- | ----------------------------- |
| Ikki Tenryou            | Michiru Yamazaki   | Samantha Reynolds Susan Laney Dalton (tercera temporada) | Yensi Rivero                                                     | Rafael Alonso Naranjo Jr.     |
| Metabee                 | Junko Takeuchi     | Joseph Motiki                                            | Luis Miguel Pérez                                                | Francisco Javier García Sáenz |
| Arika Amazake           | Eri Sendai         | Lisa Yamanaka Bryn McAuley (tercera temporada)           | Anabella Silva                                                   | Beatriz Berciano              |
| Brass                   | Masami Suzuki      | Julie Lemieux                                            | Melanie Henríquez                                                | Carmen Cervantes              |
| Koji Karakuchi          | Reona Yokomaku     | Joanne Vannicola                                         | Gonzalo Fumero                                                   | Juan d'Ors                    |
| Sumilidon               | Satoshi Tsuruoka   | Martin Villafana                                         | Ezequiel Serrano                                                 | Carlos del Pino               |
| Rokusho                 | Isao Shinohara     | Mark Dailey                                              | Juan Guzmán                                                      | Rafael Alonso Naranjo Jr.     |
| Henry                   | Ryo Naitou         | Jamie Watson                                             | Ezequiel Serrano (2 Capítulos) Johnny Torres (Resto)             | Miguel Ángel Godó             |
| Samantha                | Masami Suzuki      | Shannon Perreault                                        | Giannina Jurado                                                  | Yolanda Mateos                |
| Peppercat               | Mika Ishibashi     |                                                          | Elena Díaz Toledo                                                | Carmen Cervantes              |
| Sloan                   | Yoshiko Iseki      | Darren Frost                                             | Elena Díaz Toledo                                                | Ricardo Escobar               |
| Spike                   | Shigenori Yamasaki | Robert Tinkler                                           | José Méndez                                                      | Miguel Ángel Garzón           |
| Ms. Nae                 | Risa Mizuno        | Ashley Taylor                                            | Maite Guedes                                                     |                               |
| Karin                   | Maaya Sakamoto     | Ashley Taylor                                            | Rocío Mallo                                                      | Cristina Yuste                |
| Rintaro                 | Chieko Higuchi     | Jacqueline Pillon                                        | Edylu Martínez                                                   | Blanca Rada                   |
| Dr. Aki                 | Ryousuke Ootani    | Ron Pardo                                                | Rubén León                                                       | Carlos del Pino               |
| Dr. Hushi               |                    |                                                          | Héctor Isturde                                                   |                               |
| Sr. Referee             | Hiroshi Shimizu    | Denis Akiyama                                            | José Gómez                                                       | Javier Franquelo              |
| Chidori Tenryou         | Masami Suzuki      |                                                          | Melanie Henríquez                                                | Pilar Santigosa               |
| Seaslug                 | Masami Iwasaki     | Robert Tinkler                                           | Frank Carreño                                                    | Iñaki Crespo                  |
| Squidguts               | Harî Kaneko        | Terry McGurrin                                           | Ricardo Omaña                                                    | Abraham Aguilar               |
| Gillgirl                | Noriko Namiki      | Susan Laney Dalton                                       | Melanie Henríquez                                                | Laura Palacios                |
| Shrimplips              | Kazuhiro Shindou   | Paul Haddad                                              | Luis Carreño                                                     | Abraham Aguilar               |
| Dr. Metamalo            | Ren Tamura         | Len Carlson                                              | Luis Miguel Pérez                                                | Fernando Hernández            |
| Srta. Caviar            | Azusa Nakao        |                                                          | Rebeca Aponte                                                    | Sandra Jara                   |
| Joe                     |                    | Scott Yaphe                                              | Frank Carreño                                                    |                               |
| Patra                   |                    |                                                          | Valeria Castillo                                                 |                               |
| Víctor                  | Mazayuki Kiyama    |                                                          | Ezequiel Serrano                                                 | Carlos del Pino               |
| Zuru                    |                    | Jeff Berg                                                | Ezequiel Serrano                                                 |                               |
| Roks                    |                    |                                                          | Juan Guzmán                                                      |                               |
| Kam Kamizake            |                    | Caroline Lesley                                          | Víctor Díaz                                                      |                               |
| Ginkai                  |                    | Phil McCordic                                            | Juan Carlos Vázquez                                              |                               |
| Medaguerrero Espacial X |                    | Jamie Watson                                             | Luis Carreño                                                     |                               |
| Arc-beetle              |                    | Phil McCordic                                            | Luis Carreño                                                     |                               |
| Kintaro                 |                    |                                                          | Gonzalo Fumero                                                   |                               |
| Suzie                   |                    | Bryn McAuley                                             | Melanie Henríquez                                                |                               |
| Vendedor de pollos      |                    |                                                          | Luis Miguel Pérez                                                |                               |

## Anime
La serie de anime Medabots fue adaptada del videojuego Medarot 2, con sus elementos de combate robóticos inspirados en el manga Plawres Sanshiro.
La primera serie es producida por NAS y TV Tokyo y animada por Bee Train, cuenta con 52 episodios. Se emitió originalmente en TV Tokyo del 2 de julio de 1999 al 30 de junio de 2000.
Una secuela de 39 episodios, titulada Medarot Damashii (conocida como Medabots Spirits en inglés) fue animada por Production I.G,  Se emitió del 7 de julio de 2000 al 30 de marzo de 2001.

## Banda sonora
- Opening:

Chie to Yuuki da! Medarotto. por Junko Takeuchi
- Ending:

Yappari Kimi ga Suki! por Sendai Eri
- Tema de apertura:

Interpretado por Paul Gillman y Luis Miguel Pérez